# Canzone contro/Febbre della notte
Canzone contro/Febbre della notte è un 45 giri di Elisabetta Viviani pubblicato nel 1982 dall'etichetta discografica CGD.

## I brani
Canzone contro, scritto da Cristiano Minellono su arrangiamenti di Renato Pareti, era la sigla della trasmissione per ragazzi di Rete 4 Topolino show andata in onda nella stagione televisiva 1982/1983.
Febbre della notte, scritta da Arturo Zitelli e Oscar Avogadro, era il lato b del 45 giri.

## Edizioni
Il disco è stato distribuito anche in Europa su etichetta Ariola.

## Tracce
Lato A
1. Canzone contro – 4:01 (Cristiano Minellono, Renato Pareti)

Durata totale: 4:01
Lato B
1. Febbre della notte – 3:12 (Arturo Zitelli, Oscar Avogadro)

Durata totale: 3:12